# Menhir de Grosse Pierre

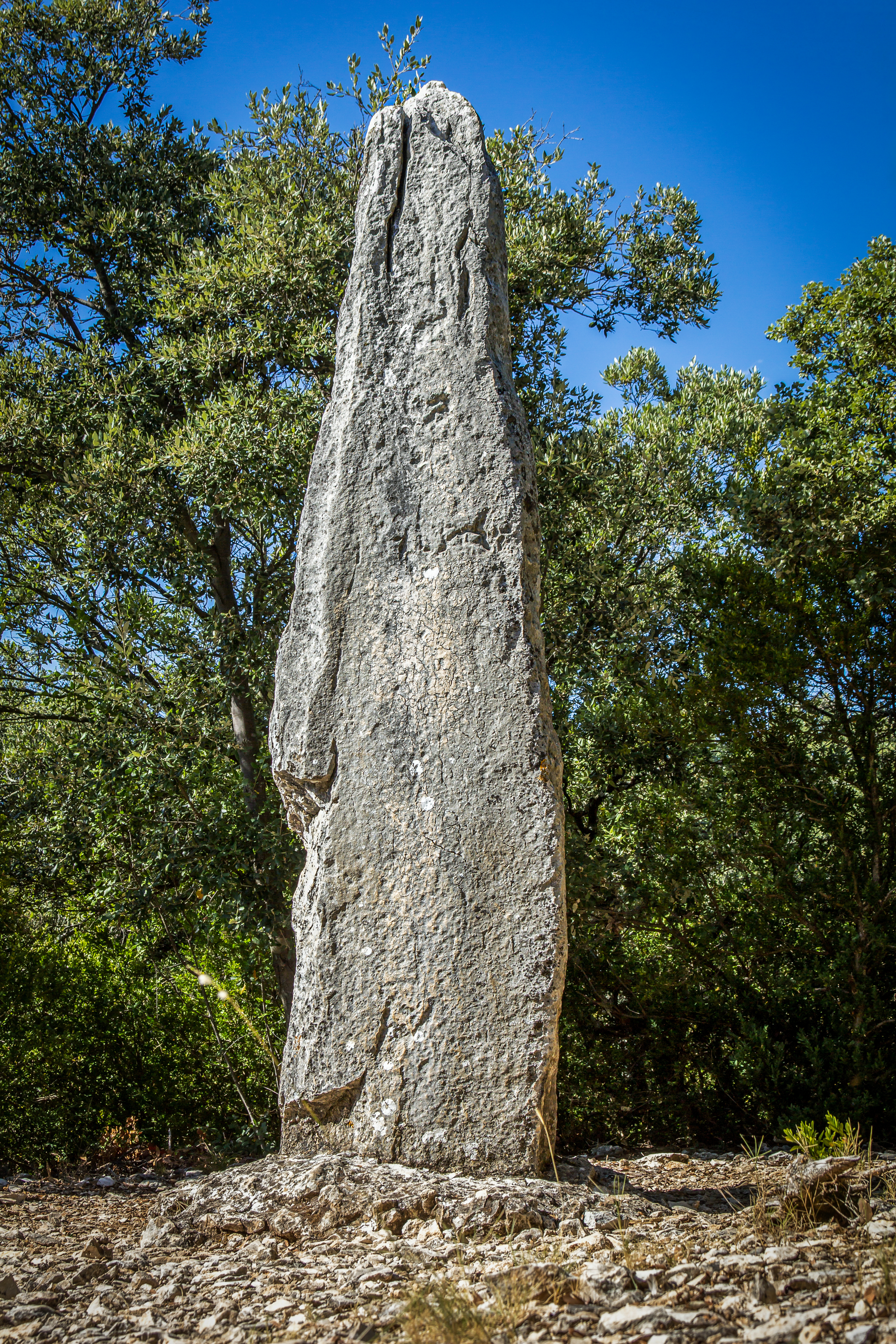
Menhir de Grosse Pierre

Der 3,5 m hohe Menhir de Grosse Pierre, früher „Peyre Plantado“ genannt, steht südlich vom Weiler Bidon und nördlich von Saint-Martin-d’Ardèche westlich von Pierrelatte im Département Ardèche in Frankreich. Nach Léopold Chiron (1845–1916), einem der Pioniere der Archäologie des 19. Jahrhunderts, wurden Menhire auch „Plourousses“ genannt, weil angenommen wurde, dass sie den Ort markieren, wo sich die Trauernden während der Feier versammelten. Er wurde um 1930 von der Touristinformation von Saint-Martin d’Ardèche repariert.
Es gibt nur neun erhaltene Menhire im Département Ardèche. Einige wurden vermutlich zerbrochen oder in Kreuze umgewandelt. Dieser wurde mit einer Kreuzritzung versehen. Es ist nicht feststellbar, ob der Menhir Teil eines Ensembles war oder welche Funktion er hatte. Seine Errichtung wird der Zivilisation zugeschrieben, die zwischen 2600 und 1800 v. Chr. die Dolmen errichtete. Eine genauere Datierung ist nicht möglich.
Der Dolmen du Colombier liegt 400 m weiter östlich und ist Teil des Botanischen Gartens von Grosspierre, der an der Grotte von Saint-Marcel beginnt.